# 10-羟基喜树碱
10-羟基喜树碱（英語：10-hydroxycamptothecin）是一种生物碱类有机化合物，分子式C20H16N2O5，是常见的喜树碱衍生物，它可以喜树碱为原料，经催化氢化后再与二乙酸碘苯反应制得。

喜树碱的结构